# Seznam starostů Uničova
Toto je seznam starostů města Uničova (včetně nejvyšších představitelů tohoto města v jiných historických obdobích jako předsedové MNV a MěNV).

## Seznam purkmistrů Uničova před rokem 1850
- Johann Georg Honheisser (1786–1808)
- Ignaz Anton Nowak (1819–1820)
- Dominik Gillitsch (1822–1843)
- Johann Georg Honheisser (1786–1808)

## Seznam starostů Uničova v letech 1850-1919
- Georg Stanke (1849–1865)
- Michael Langer (1865–1867)
- Ferdinand Doubrawa (1867–1883)
- Eduard Kessler (1883–1891)
- Michael Langer (1891–1897)
- Josef Goebl (1897–1912)
- Franz Schischma (1912–1919)

## Seznam starostů Uničova v letech 1919-1945
- Zdenko Vodička (1919–1922)

## Seznam předsedů MNV a MěNV Uničova v letech 1945-1990
- Antonín Stebnický (1945), předseda RNV[1]
- Tomáš Soušek (1945–???), předseda místní správní komise[1]
- Jaroslav Nikl (60. léta 20. století–1981), KSČ[2][3]
- Milan Dubový (1981[3]–1990), KSČ[4]

## Seznam starostů Uničova po roce 1990
- František Šváb (1990–1998), KDU-ČSL[4]
- Jarmila Kaprálová (1998–2010), KDU-ČSL[4][5]
- Dalibor Horák (2010–2016), ODS
- Radek Vincour (od 2016), ODS